# رودخانه ماهاوی
رودخانه ماهاوی (به لاتین: Mahavavy River) یک رود در ماداگاسکار است که در ماداگاسکار واقع شده‌است.